# Legon

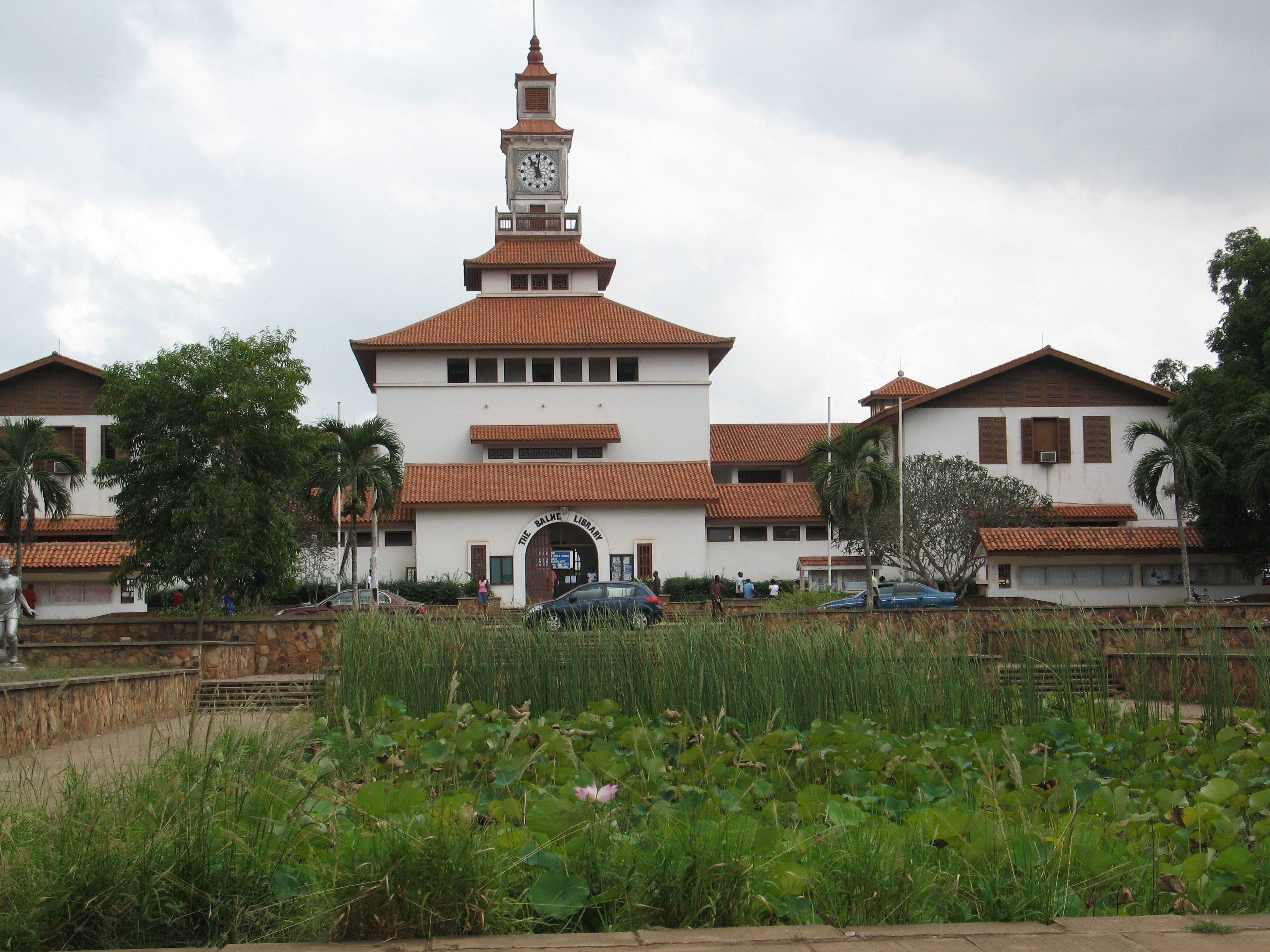
Die Balme Library auf dem Campus der Universität von Ghana in Legon

Legon ist ein Vorort von Accra, der Hauptstadt des westafrikanischen Staates Ghana. Legon liegt etwa 12 Kilometer nordöstlich des Zentrums von Accra und ist bekannt als Sitz der Universität von Ghana, der mit 24.000 Studenten größten und auch ältesten Universität des Landes. Der Stadtteil wird in die Wohnviertel Westlegon und Ostlegon unterteilt, die durch die Eastlegon Road getrennt sind.
Der in der ghanaischen Division One League spielende Fußballverein FC Nania Accra ist hier beheimatet.